# Wskaźnik T/P
Wskaźnik T/P (ang. trough:peak ratio) - współczynnik stosowany w farmakologii w celu porównania czasu i jakości działania leków hipotensyjnych.
Określa się go jako stosunek stopnia redukcji ciśnienia tętniczego na końcu przerwy pomiędzy poszczególnymi dawkami leku (parametr trough) i stopnia redukcji ciśnienia na szczycie maksymalnego działania leku (parametr peak).